# Тјене (Виченца)
Тјене (итал. Thiene) је насеље у Италији у округу Виченца, региону Венето.
Према процени из 2011. у насељу је живело 21145 становника. Насеље се налази на надморској висини од 151 м.

## Становништво
Према резултатима пописа становништва 2011. у општини је живело 23.254 становника.
| 1931.  | 1936.  | 1951.  | 1961.  | 1971.  | 1981.  | 1991.  | 2001.  | 2011.  |
| ------ | ------ | ------ | ------ | ------ | ------ | ------ | ------ | ------ |
| 10.748 | 11.203 | 12.298 | 13.968 | 17.367 | 18.943 | 19.894 | 20.977 | 23.254 |

## Партнерски градови
- São Caetano do Sul, Апт, Мали Лошињ